# Metro de Novi Afón

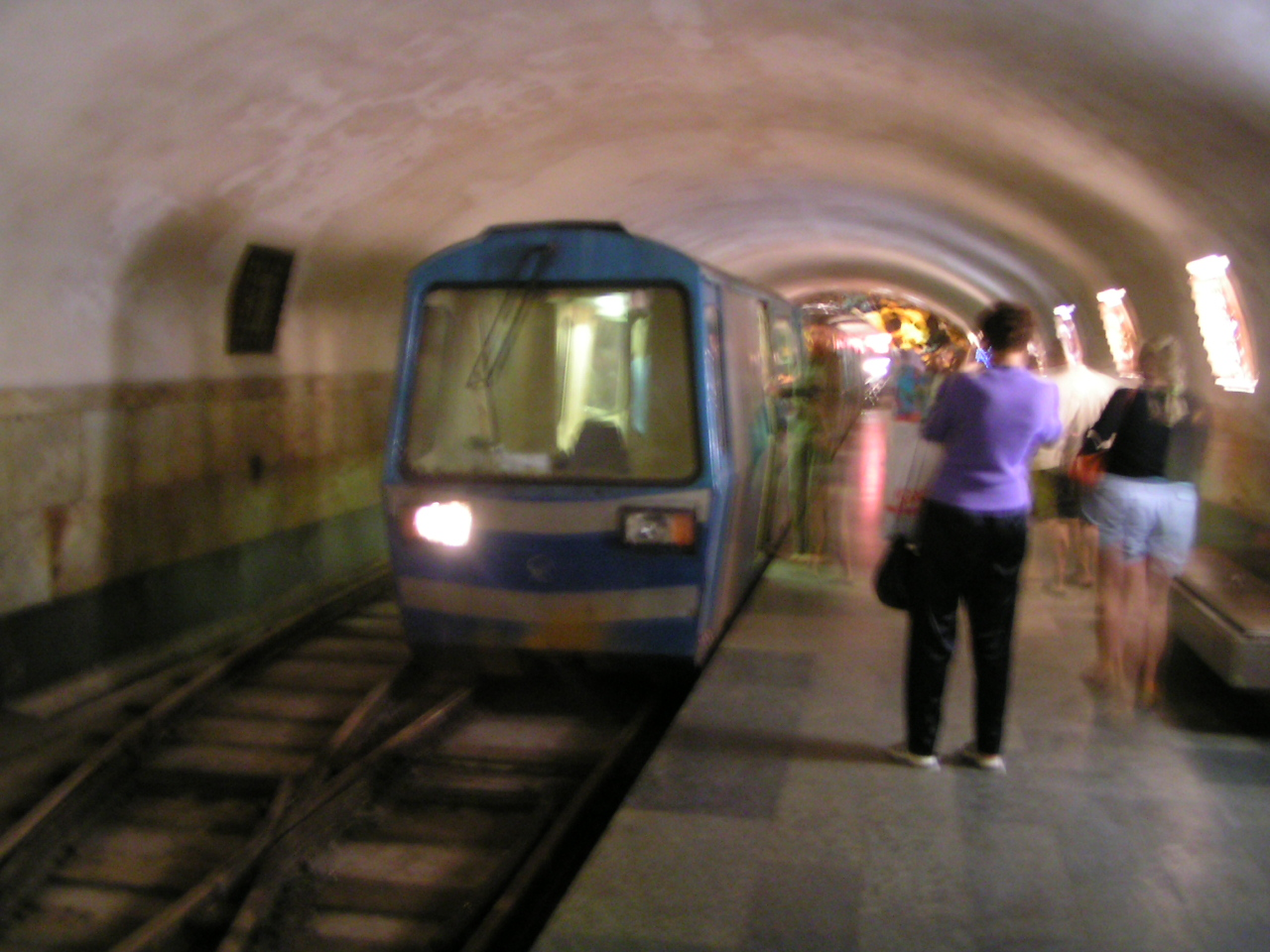
Metro de Novi Afón en la plataforma de la estación.

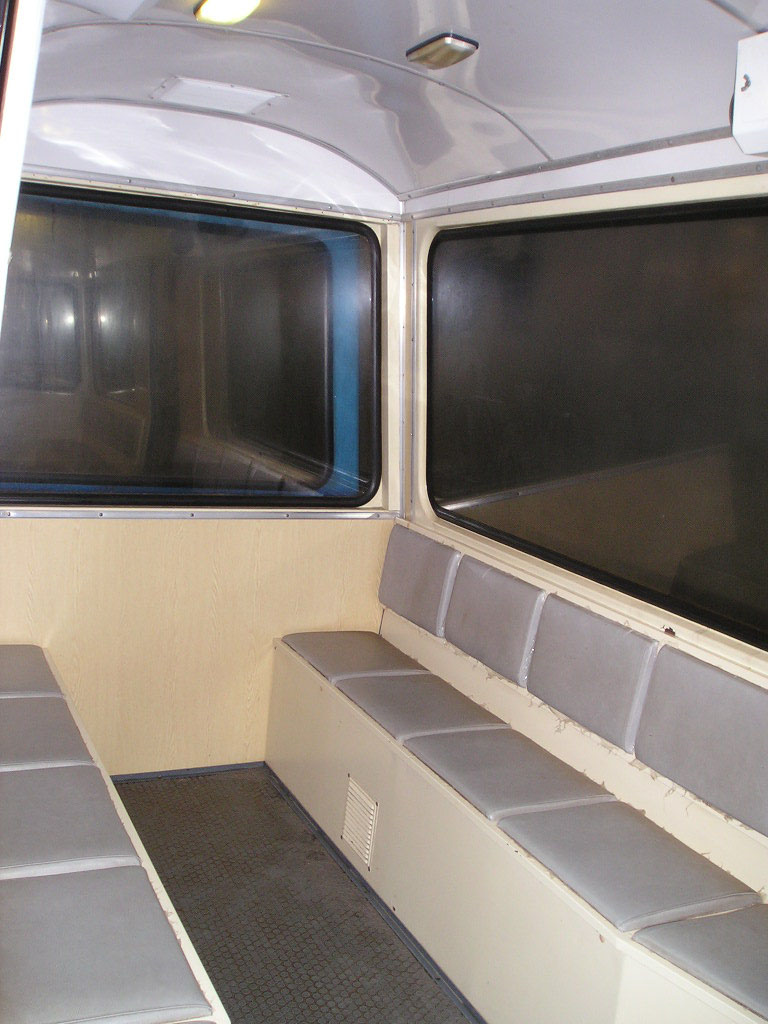
Interior de vagón, 2006.

El Metro de Novi Afón Es un ferrocarril eléctrico subterráneo que se encuentra en el interior de la Cueva de Novi Afón en Novi Afón, Abjasia, una república autónoma de jure de Georgia, pero una república independiente de facto desde 1992.
Fue abierto el 4 de julio de 1975, y tiene una longitud de 1.3 kilómetros, y tres estaciones, que discurren en el interior de la Montaña de Iveria.
El tren "Turist" fue construido por la fábrica de vagones RVR de Riga, y está compuesto de seis vagones, cinco de ellos destinados a los pasajeros, con una capacidad total de 90 personas. Tiene dos trenes, uno de ellos se envió a Moscú en el 2005 para su reconstrucción.

## Ruta
La línea es un ferrocarril de vía estrecha electrificado de vía única con un tercer carril . Inaugurada en 1975, tiene una longitud de 1,3 kilómetros (0,81 millas) y tres estaciones. Comienza en la entrada de las cuevas, cerca de la estación Psyrtscha del ferrocarril de Abjasia. Desde la estación Puerta de Entrada, llega a dos salas de cuevas: la Sala Apsny (o Abjasia) y la Sala Anakopea. La estación Apsny guía a los turistas al inicio de la cueva , y Anakopea los lleva de regreso a la puerta de entrada, al final del recorrido. La línea tiene una estación justo antes de la estación Entrada y un túnel de servicio entre esta y Apsny.

## Material ferroviario
El ferrocarril tiene tres unidades múltiples eléctricas de batería de potencia concentrada construidas por las Plantas de Maquinaria Ferroviaria de Riga en Letonia, incluyendo dos trenes Ep «Turísticos» y el tren Ep-563 de nueva construcción, y también la locomotora eléctrica de batería minera auxiliar ARP8 que se utiliza en caso de mal funcionamiento del vagón motor de la unidad EMU.  Se construyeron dos trenes Ep en 1975 y posteriormente ambos se modernizaron en Moscú en 2005 y 2009.  En 2013, debido al desgaste de estos trenes, la administración ferroviaria ordenó un nuevo tren en Riga, que se construyó al año siguiente.  Desde 2014 este ha sido el único tren en uso. El primer tren Ep tiene su base en la estación de Anakopia para duplicar el tren Ep 563 en caso de mal funcionamiento. Otro tren Ep tiene su base en el depósito. Cada tren consta de 6 vagones, incluyendo un vagón motor con cabina de conducción, motores y equipo de potencia, y 5 vagones remolque para pasajeros (4 vagones intermedios y 1 vagón de observación en el extremo). Ambos modelos funcionan con un tercer carril de 300 V CC o con baterías de 240 V CC, que se utilizan para tramos cortos sin electrificar en desvíos sin tercer carril, y también en estaciones de pasajeros donde el tercer carril no tiene voltaje por razones de seguridad.